# Joana Chadziioanu
Joana Chadziioanu (gr. Ιωάννα Χατζηιωάννου; ur. 22 października 1973) – grecka sztangistka, brązowa medalistka igrzysk olimpijskich i trzykrotna medalistka mistrzostw Europy.

## Kariera
Pierwszy medal w karierze zdobyła na mistrzostwach Europy w Pradze w 1996 roku, gdzie zajęła drugie miejsce w wadze średniej. Na rozgrywanych rok później mistrzostwach Europy w Sewilli zwyciężyła w tej samej kategorii wagowej. Następnie ponownie zajęła drugie miejsce podczas mistrzostw Europy w A Coruñii w 1999 roku. Ponadto podczas igrzysk olimpijskich w Sydney w 2000 roku wywalczyła brązowy medal. W zawodach tych wyprzedziły ją jedynie Chinka Chen Xiaomin i Rosjanka Walentina Popowa. Był to jej jedyny start olimpijski.